# Ephies dilaticornis
Ephies dilaticornis là một loài bọ cánh cứng trong họ Cerambycidae.